# Статуя героя
«Статуя героя» (индон. Patung Pahlawan), или «Памятник крестьянину» (индон. Tugu Tani) — бронзовый монумент работы советского скульптора Матвея Манизера, находящийся в столице Индонезии — Джакарте.

## История
Отец индонезийской независимости, первый президент Индонезии Сукарно, познакомился в Москве с советским скульптором Матвеем Манизером, некоторыми работами которого (статуей Зои Космодемьянской, оформлением станций Московского метрополитена «Площадь революции» и «Измайловская») заинтересовался ранее. Как ценитель искусства, Сукарно предложил Манизеру создать памятник героям войны за независимость Индонезии, и скульптор ответил на это согласием. Позже, во время поездки по Индонезии, Манизер услышал рассказ о матери, которая, отправляя сына на борьбу за свою страну, умоляла его никогда не забывать о семье. Вернувшись в Советский Союз, скульптор вместе с сыном Отто по этому рассказу и соответствующим рисункам Сукарно создал статую крестьянина, отправляющегося в 1963 году освобождать Западный Ириан от голландского колониализма. Как отмечал посол Индонезии в СССР Адам Малик, «статуя — это не подарок или результат советского мышления, а заказ и задумка самого Бунг Карно» (Сукарно). Памятник был открыт в 1963 году лично президентом Индонезии в Джакарте. Гипсовая модель хранится в особняке-мастерской Манизера в Москве.

## Композиция
Памятник, представляющий собой трёхметровую бронзовую статую на четырёхметровом мраморном пьедестале, располагается в парке в центре Джакарты на перекрёстке трёх дорог — Ментенг, Прапатан и Ариф Рахман Хаким, где в дни августовской революции происходили важные события. Монумент представляет собой скульптурную двухфигурную композицию. На постаменте стоит яванский воин-партизан в бамбуковой конической шляпе и с винтовкой на левом плече, который настороженно всматривается вдаль. Чуть ниже него стоит молодая женщина в национальном наряде с развевающимся на плече по ветру шарфом, на лице которой видны тревога и надежда. Она протягивает воину плошку риса, а тот принимает еду, продолжая смотреть вперёд. Надпись на постаменте гласит:

«Только тот народ, который чтит своих героев, может стать великим народом». Президент Сукарно
Оригинальный текст (индон.)«Hanja Bangsa Jang Menghargai Pahlawan Pahlawannja Dapat Menjadi Bangsa Jang Besar». Presiden Sukarno

## Судьба

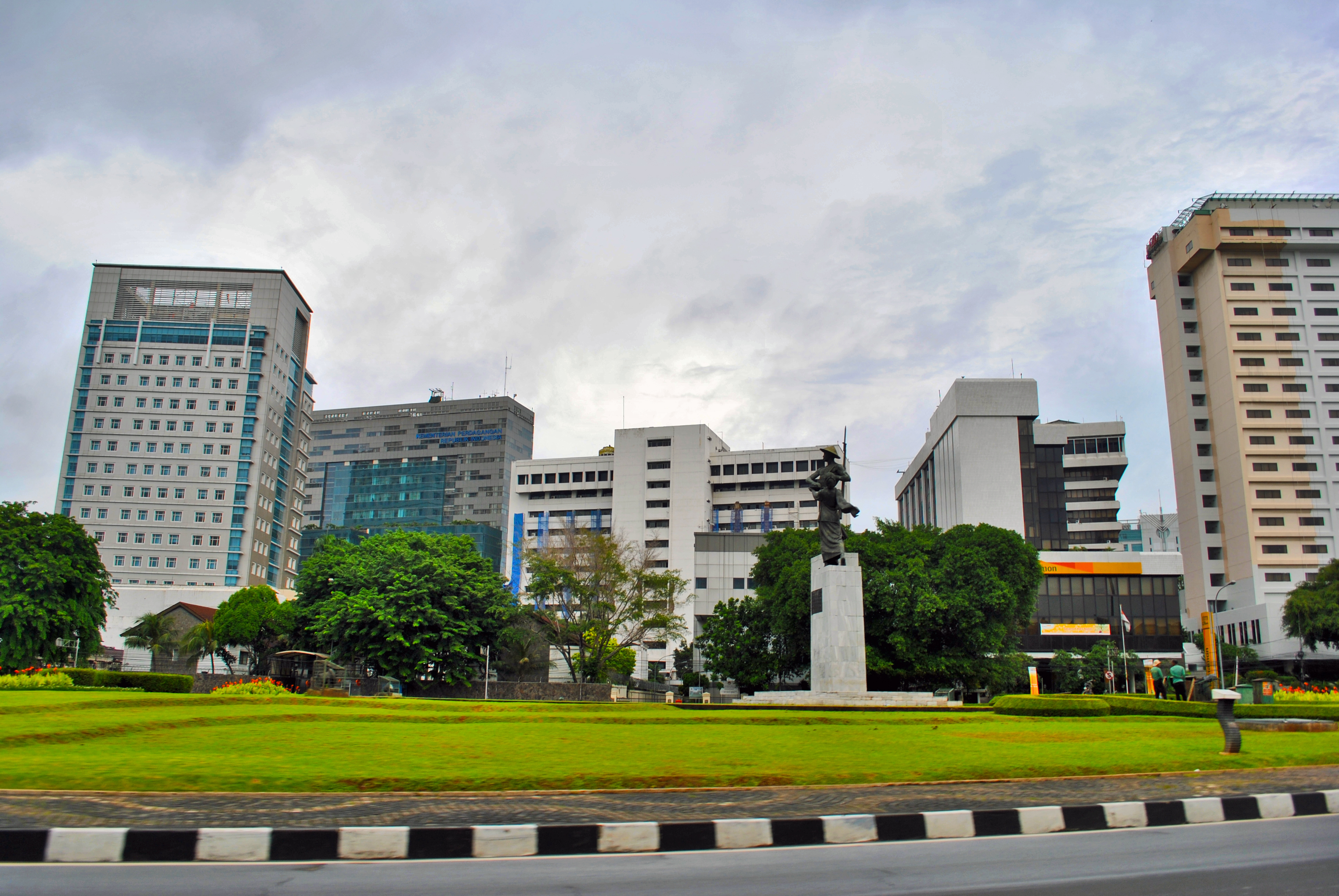
Вид на парк с памятником

После неудачной попытки переворота 30 сентября 1965 года, которая была использована индонезийскими военными в качестве предлога для начала репрессий, в 1960-х годах в Индонезии за коммунистические воззрения было убито, по разным оценкам, от 500 тысяч до 2 миллионов человек, наложен законодательный запрет на распространение и изучение коммунистического учения, а коммунистическая партия объявлена вне закона. С тех пор члены некоторых антикоммунистических организаций регулярно призывают снести памятник как символ коммунизма. Ещё в 1982 году такую идею выдвинул активный участник разгона компартии генерал-лейтенант Сарво Эдди Вибово, тесть будущего президента Индонезии Сусило Бамбанга Юдойоно. Антикоммунисты вместе с мусульманскими активистами часто проводят массовые демонстрации у памятника, призывая не допустить возрождения коммунизма и восстановления компартии, хотя большинство из них, по оценкам журналистов, не знает, что такое «коммунизм». Между тем, как указывают историки из Научного общества Индонезии, статуя не имеет никакого отношения к коммунистической идеологии, а связана лишь с народной поддержкой Западного Ириана. С такой же аргументацией в защиту памятника высказался бывший командующий Национальной армией Индонезии генерал Мулдоко. По социологическим опросам лишь небольшое меньшинство индонезийцев видит опасность в возрождении компартии, вероятность которого кажется абсурдной после того, что было сделано с коммунизмом и коммунистами в Индонезии.